# Анри Льобег
Анри-Леон Льобег (на френски: Henri-Léon Lebesgue) е френски математик, известен с приносите си в теорията на интегралното смятане, първоначално публикувани в неговата докторска дисертация от 1902 г., „Интеграл, дължина, площ“. Той е един от най-значимите френски математици от първата половина на 20 век.

## Биография
Бащата на Льобег, който е работник в печатница, и двете му по-големи сестри умират от туберкулоза, когато той е на 3 години. . Майка му издържа него и себе си с тежка работа. Още от началното училище, Льобег е блестящ математик. По-късно учи в лицея Луи Велики и е приет в Екол Нормал.
След завършването на Екол Нормал, Льобег преподава в лицея Анри Поанкаре в Нанси, и после в Рен. По-късно става известен със своята теория на мярката, която продължава предхождащите важни трудове на Емил Борел, който е негов преподавател и с когото имат приятелски отношения. Той пръв описва основната за теорията мярка на Льобег.

## Научни приноси
През 1901 г., Льобег представя пълна теория на измеримите функции, като се основава на важен резултат от трудовете на Емил Борел: множествата на Борел.
Анри Льобег революционизира и обобщава интегралното смятане. Неговата теория на интегралното смятане (1902 – 1904 гг.) е изключително удобна за приложения, и отговаря на нуждите на математическия апарат на физиката. Теорията на Льобег позволява да се доказва съществуването и да се търсят неопределени интеграли на неправилни фунции. Теорията на Льобег обобщава предишни теории, които се превръщат в частни случаи, като:
- Интегрирането на праговата функция (функция на Хевисайд с множество прагове) и непрекъснатите функции на Риман.
- Интегриране на ограничените функции на Дарбу
- Теорията на функциите с ограничена вариация на Стилтес

Льобег обобщава и теорията на преобразованието на Фурие.
Назначен е за професор в Университета на Поатие през 1906 г., после в Парижкия университет през 1910 г., а през 1921 г. в Колеж дьо Франс. Избран е за член на Френската академия на науките през 1922 г.